# Al-Nassr
Al-Nassr (sau Al-Nasr) (arabă النصر, în română: „victorie”) este un club arab de fotbal, cu sediul în capitala Riad, ce evoluează în prima divizie de fotbal din Arabia Saudită. A produs unii din cei mai buni fotbaliști din Arabia Saudită, cum ar fi: Majed Abdullah, Fahd Al-Herafy și Mohaisn Al-Jam'aan. Clubul este bine cunoscut în Orientul Mijlociu și Asia.

## Palmares

### Titluri naționale
- Campionatul de fotbal din Arabia Saudită (9): 1976, 1980, 1981, 1989, 1994, 1995, 2014, 2015, 2019
- Cupa Regelui (6): 1974, 1976, 1981, 1986, 1987, 1990
- Cupa Prințului (3): 1973, 1974, 2014
- Cupa Federației Arabiei Saudite (3): 1977, 1998, 2008

### Titluri internaționale
- Cupa Asiei (1): 1998
- Supercupa Asiei (1): 1998
- Cupa Campionilor Gulf (2): 1996, 1997

## Lotul actual
La 15 august 2025.
| Nr. |                | Poziție | Jucător                          |
| --- | -------------- | ------- | -------------------------------- |
| 1   | Arabia Saudită | P       | Amin Bukhari                     |
| 2   | Arabia Saudită | F       | Sultan Al-Ghannam (vice-căpitan) |
| 3   | Franța         | F       | Mohamed Simakan                  |
| 4   | Arabia Saudită | F       | Mohammed Al-Fatil                |
| 5   | Arabia Saudită | F       | Abdulelah Al-Amri                |
| 7   | Portugalia     | A       | Cristiano Ronaldo (căpitan)      |
| 8   | Arabia Saudită | M       | Abdulmajeed Al-Sulaiheem         |
| 10  | Senegal        | A       | Sadio Mané                       |
| 11  | Croația        | M       | Marcelo Brozović                 |
| 12  | Arabia Saudită | F       | Nawaf Boushal                    |
| 14  | Arabia Saudită | M       | Sami Al-Najei                    |
| 16  | Arabia Saudită | A       | Mohammed Maran                   |
| 17  | Arabia Saudită | M       | Abdullah Al-Khaibari             |
| 19  | Arabia Saudită | M       | Ali Al-Hassan                    |
| 20  | Brazilia       | M       | Ângelo Gabriel                   |
| 21  | Franța         | A       | Kingsley Coman                   |

| Nr. |                | Poziție | Jucător             |
| --- | -------------- | ------- | ------------------- |
| 23  | Arabia Saudită | M       | Ayman Yahya         |
| 24  | Brazilia       | P       | Bento               |
| 25  | Portugalia     | M       | Otávio              |
| 26  | Spania         | F       | Iñigo Martínez      |
| 27  | Spania         | F       | Aymeric Laporte     |
| 29  | Arabia Saudită | M       | Abdulrahman Ghareeb |
| 30  | Arabia Saudită | A       | Meshari Al-Nemer    |
| 36  | Arabia Saudită | P       | Raghed Al-Najjar    |
| 44  | Arabia Saudită | P       | Nawaf Al-Aqidi      |
| 49  | Arabia Saudită | F       | Awad Aman           |
| 60  | Arabia Saudită | A       | Saad Haqawi         |
| 78  | Arabia Saudită | F       | Ali Lajami          |
| 79  | Portugalia     | A       | João Félix          |
| 80  | Brazilia       | M       | Wesley              |
| 83  | Arabia Saudită | F       | Salem Al-Najdi      |

## Jucători notabili
| Asia - Majed Abdullah - Fahd Al-Herafy - Mohaisn Al-Jam'aan - Abdullah Bin Salleh - Nasser Al-Johar - Yousef Khamis - Salim Marwan - Salih Al-Mutlaq - Saud Al-Hemali Europa - Hristo Stoichkov - Adrian Neaga - Cristiano Ronaldo America Centrală - Alberto Blanco | America de Sud - Denílson - Marcelinho Carioca - Élton José Xavier Gomes - Julio César Baldivieso - Otilino Tenorio (†) - Carlos Tenorio Africa - Smahi Triki - Hicham Aboucherouane - Ahmed Bahja - Emad El-Nahhas - Moussa Saïb - Youssouf Falikou Fofana - Ohene Kennedy - Razak Omotoyossi |  |

## Foști antrenori
- Don Revie
- Mário Zagallo
- Joel Santana
- Ilie Balaci
- Mircea Rednic
- Henri Michel
- Jean Fernandez
- Artur Jorge
- Milan Živadinović
- Ljubiša Broćić
- Ljubiša Tumbaković
- Foeke Booy
- Julio Asad
- Rodion Gačanin
- Edgardo Bauza
- Luís Castro

## Istoricul președinților
| Nr. | Nume                                    | Din  | Până în |
| --- | --------------------------------------- | ---- | ------- |
| 1   | Zeid Al-Ja'ba                           | 1955 | 1956    |
| 2   | Ahmed Abdullah Ahmed                    | 1956 | 1960    |
| 3   | Mohammed Asaad Al-Wehaibi               | 1960 | 1960    |
| 4   | Mohammed Ahmed Al-Odaini                | 1960 | 1960    |
| 5   | Prințul Abdulrahman Bin Saud            | 1960 | 1969    |
| 6   | Prințul Sultan Bin Saud                 | 1969 | 1975    |
| 7   | Prințul Abdulrahman Bin Saud            | 1975 | 1997    |
| 8   | Prințul Faisal Bin Abdulrahman Bin Saud | 1997 | 2000    |
| 9   | Prințul Abdulrahman Bin Saud            | 2000 | 2005    |
| 10  | Prințul Mamdoh Bin Abdulrahman Bin Saud | 2005 | 2006    |
| 11  | Prințul Faisal Bin Abdulrahman Bin Saud | 2006 | 2009    |
| 12  | Prințul Faisal Bin Turki Bin Nasser     | 2009 | --      |